# Le Monde de Quest
Le Monde de Quest (World of Quest) est une série télévisée d'animation canadienne en 26 épisodes de 22 minutes créée par Jason T. Kruse d'après sa bande dessinée intitulée The World of Quest et diffusée aux États-Unis entre le 15 mars et le 14 juin 2008 dans le bloc de programmation Kids' WB devenu The CW4Kids, et au Québec depuis le 7 septembre 2008 sur Télétoon.

## Synopsis
Cette série met en scène le Prince Nestor, un prince qui a une mission pour sauver ses parents avec son protecteur Quest et l'équipage.

## Voix francophones
- Nicolas Bacon : Prince Nestor
- Patrick Chouinard : Quest
- Yves Corbeil : Graer
- Aline Pinsonneault : Anna Maht
- Geneviève Désilets : Voie
- Daniel Roy : Gatling
- Pierre-Étienne Rouillard : Comte Malice
- Stéphane Rivard : Général Ogun
- Nicolas Charbonneaux-Collombet : Konfusion
- Paul Sarrasin : Kaos
- Jean-François Beaupré : Kalamité
- Geneviève Désilets : Way

 Source et légende : version québécoise (VQ) sur Doublage.qc.ca

## Épisodes

### Première saison (2008)
1. Titre français inconnu / Une évasion pas très digne (The Quest Begins / The Not-So-Great Escape)
2. Titres français inconnus (Between a Rock and a Hard Place / Bottoms Up)
3. Titres français inconnus (The Hills are Alive with the Sound of Anna Maht / Where There's a Way)
4. Crocodiloloup / Le Tournoi des brutes (Croc-a-Doodle-Doo / Tournament of Punishment)
5. Titres français inconnus (No Prophet No Gain / Trial of Anna Maht)
6. Titres français inconnus (Death by Mockery / Lanze the Boil)
7. Nestor qui roule n'amasse pas mousse / Mini Quest (Rolling Nestor Gathers No Moss / Mini Quest)
8. À la recherche de la famille royale / Quand le ver géant se retourne (In Search of the Royal Family / As the Superworm Turns)
9. La Chute de l'odyssée (Fall of Odyssia)
10. Éruption princière / La Fête de la moisson (Rash to Judgement / Harvest Day)
11. Pris dans le sac / La Guerre des griffons (Left Holding the Bag / War of the Griffins)
12. Titres français inconnus (Night of the Hunter / World of Carney)
13. À la recherche du pouvoir (Search of the Power)

### Deuxième saison (2009)
1. À la recherche de Fourberie / La Mystérieuse fée des dents (The Search of Deceit / Mystical Tooth Fairy)
2. Robin des bois de l'Odysée / Le Raconteur aux racontars (Robin Hood of Odyssia / The Tell Tale Tale Teller)
3. Titres français inconnus (The Crusades / Little Troll Down the Lane)
4. Titres français inconnus (Mirror Quest / Leaper Island)
5. Graer mange trop / Les rutabagas valent de l'or (Musta Been Something Graer Ate / The Great Rutabaga Depress)
6. Titres français inconnus (There's Something About Gatling / The Tow)
7. Titres français inconnus (Katastrophic Storm / World of Water)
8. Titres français inconnus (Molting Graer / The Body Switch)
9. Titres français inconnus (Guardian Match / No Way Out)
10. Titres français inconnus (Nestor's Birthday / Take A Chance)
11. Titres français inconnus (Witches of Odyssia / War of the Vegivours)
12. Titres français inconnus (Bizarro Graer / Unlikely Alliance)
13. Titres français inconnus (The Prince And The Pauper / Strange Bedfellows)